# Mahajanga (Provinz)
Mahajanga ist eine ehemalige Provinz (faritany mizakatena) von Madagaskar mit der Hauptstadt Mahajanga. Sie liegt im Nordwesten des Landes, hatte eine Fläche von 150.023 km² und etwa 1,73 Millionen Einwohner. Am 4. April 2007 ließ Marc Ravalomanana ein Referendum über eine Änderung der Verfassung abhalten, das eine neue Verwaltungsgliederung ohne Provinzen ab Oktober 2009 festlegte.

## Geografie
Mit Ausnahme von Fianarantsoa grenzte Mahajanga an alle anderen Provinzen Madagaskars. Antsiranana im Norden, Toamasina im Osten, Antananarivo im Südosten und Toliara im Süden. Mahajanga grenzte im Westen an die Straße von Mosambik.

## Untergliederung
Bis  Oktober 2009 war Madagaskar in sechs Provinzen (faritany mizakatena) aufgeteilt. Die 2004 gegründeten Regionen (Faritra) waren bis zur Auflösung der Provinzen zweite Verwaltungseinheit. Ab November 2009 wurden sie somit erste administrative Verwaltungseinheit. Die Regionen sind jeweils in Distrikte (Fivondronana) unterteilt. Nachfolgend ist die Gliederung für die ehemalige Provinz Mahajanga dargestellt.
| - Region Betsiboka - 10. Kandreho - 11. Maevatanana - 21. Tsaratanana - Region Boeny - 1. Ambato Boeny - 12. Mahajanga I - 13. Mahajanga II - 17. Marovoay - 18. Mitsinjo - 20. Soalala | - Region Melaky - 2. Ambatomainty - 4. Antsalova - 8. Besalampy - 14. Maintirano - 19. Morafenobe - Region Sofia - 3. Analalava - 5. Antsohihy - 6. Bealanana - 7. Befandriana-Avaratra - 9. Boriziny - 15. Mampikony - 16. Mandritsara |